# Ikegami (Tokyo)
Pour les articles homonymes, voir Ikegami.
Ikegami (池上, littéralement Au-dessus de l'étang) est un des quartiers de l'arrondissement de Ōta (大田区) dans la ville de Tokyo.
Il abrite le site du Honmon-ji, (de hon « principal », mon « porte » et ji « temple »), un temple important de l'école bouddhiste du lotus connue sous le nom de Nichiren Shū. L'ensemble de la vie de ce quartier tourne autour du temple et de son histoire.

## Toponymie
Son nom est composé de Ike 池 pour « étang » et de Gami上 pour « du dessus ».
L'étang existe toujours et fait partie intégrante des bâtiments réservés aux moines du temple de Honmonji.

## Spécialité culinaire
- Le kuzu-mochi est une pâte de riz collant mochi, recouvert de kinako (une poudre de soja grillé) et de kuromitsu (du sucre noir). Spécialité culinaire que l'on retrouve près des autres temples Nichiren.

## Festivités
Il voit se dérouler le festival de O-eshiki, fête qui commémore la mort de Nichiren, le 13 octobre 1282, où des groupes représentant des associations du quartier défilent. Ils montrent leur force et leur détermination en parcourant chacun la montée vers le temple avec pour point d'orgue les 97 marches de l'escalier aboutissant au bâtiment principal, le hondō. Les groupes jettent en l'air en le faisant tourner un bâton planté de lanières qui tournent alors comme un hélicoptère.
En avril, fête du printemps, le Hana-matsuri concert (concert de la fête des cerisiers en fleurs). 
Au début de l'été, la fête de type matsuri shinto du sanctuaire de Tokumochi avec transport du mikoshi, pour s'attirer les bonnes grâces des dieux kami sur les rizières.

## Accès
Il est desservi par la ligne Tōkyū Ikegami du groupe de transport ferroviaire Tōkyū.